# AIR synthetase (FGAM cyclase)
AIR synthetase là enzym thứ năm trong quá trình tổng hợp de novo trong nucleotide purine. Enzym xúc tác phản ứng tạo thành 5-aminoimidizole ribonucleotide (AIR) từ formylglycinamidine-ribonucleotide FGAM. Phản ứng đóng vòng và tạo ra vòng imidazole 5 cạnh nhân purine (AIR):

 AIR synthetase xúc tác cho việc chuyển oxy của nhóm formyl thành phosphate. Đây là một cơ chế tuần tự trong đó ATP ban đầu liên kết với enzyme và cuối cùng giải phóng ADP. Enzyme này thủy phân ATP nhằm hoạt hóa oxy của amide, sử dụng nitơ như tác nhân nucleophil. Ở người và nhiều động vật khác, enzyme này trong protein sinh tổng hợp dạng purin tổng hợp adenosine-3.

## Danh pháp
Tên hệ thống của lớp enzyme này là 2-(formamido)-N1-(5-phosphoribosyl)acetamidine cyclo-ligase (hình thành ADP). Các danh pháp sử dụng phổ biến bao gồm:
- AIR synthetase,
- 5'-aminoimidazole ribonucleotide synthetase,
- 2-(formamido)-1-N-(5-phosphoribosyl)acetamidine cyclo-ligase (hình thành ADP),
- phosphoribosylaminoimidazole synthetase,
- phosphoribosylformylglycinamidine cyclo-ligase.

## AIR synthetase trong đậu dải
AIR synthetase được tìm thấy trong ty thể và lục lạp; dạng ty thể có nhiều hơn 5 amino acid so với dạng lục lạp. Tuy nhiên, trong đậu dải, enzyme được mã hóa bởi một gen duy nhất mặc dù thực tế là nó tồn tại ở các dạng khác nhau trong plastid và ty thể. Một nghiên cứu đề xuất rằng có sự điều hòa phiên mã chặt chẽ của pur5, gen mã hóa AIR synthetase.